# Vodo di Cadore
Vodo di Cadore (Guódo in ladino) è un comune italiano di 834 abitanti della provincia di Belluno in Veneto.
Il paese è posizionato nella media Val Boite a quota 910 m s.l.m., tra i massicci dolomitici dell'Antelao (3.264 m) e del Pelmo (3.168 m), ed è attraversato dalla SS 51 d'Alemagna.

## Geografia fisica
Il territorio comunale comprende le cime del Pelmo, dell'Antelao e del monte Penna. Vi sorgono il rifugio Gianpietro Talamini, a 1.582 m s.l.m., e il rifugio Venezia, a 1.947 m s.l.m., ai piedi del Pelmo e base per la sua ascensione. Presso entrambi i rifugi passa l'Alta via n. 1 delle Dolomiti, per il Venezia anche l'Alta via n. 3.
Nel territorio di Vodo sorgono anche delle antiche malghe, tra cui malga Ciàuta e malga Rutorto, luoghi dedicati alla lavorazione del latte e produzione dei suoi derivati.
L'abitato sorge sulla sinistra del torrente Boite, in una conca naturale locata al di sotto del colle Santa Lucia.
Uno sbarramento artificiale, completato nel 1960, crea il lago di Vodo, che ha una capacità di circa 1.390.000 m³ e alimenta le centrali idroelettriche di Pontesei.

## Origini del nome
Vodo sembra riflettere il latino vadum "guado" o meglio, date le caratteristiche orografiche, "canalone". In Veneto, tuttavia, esistono toponimi simili riferiti a un "macero per il lino e la canapa".
La prima attestazione è datata 1240 (de Hodo).

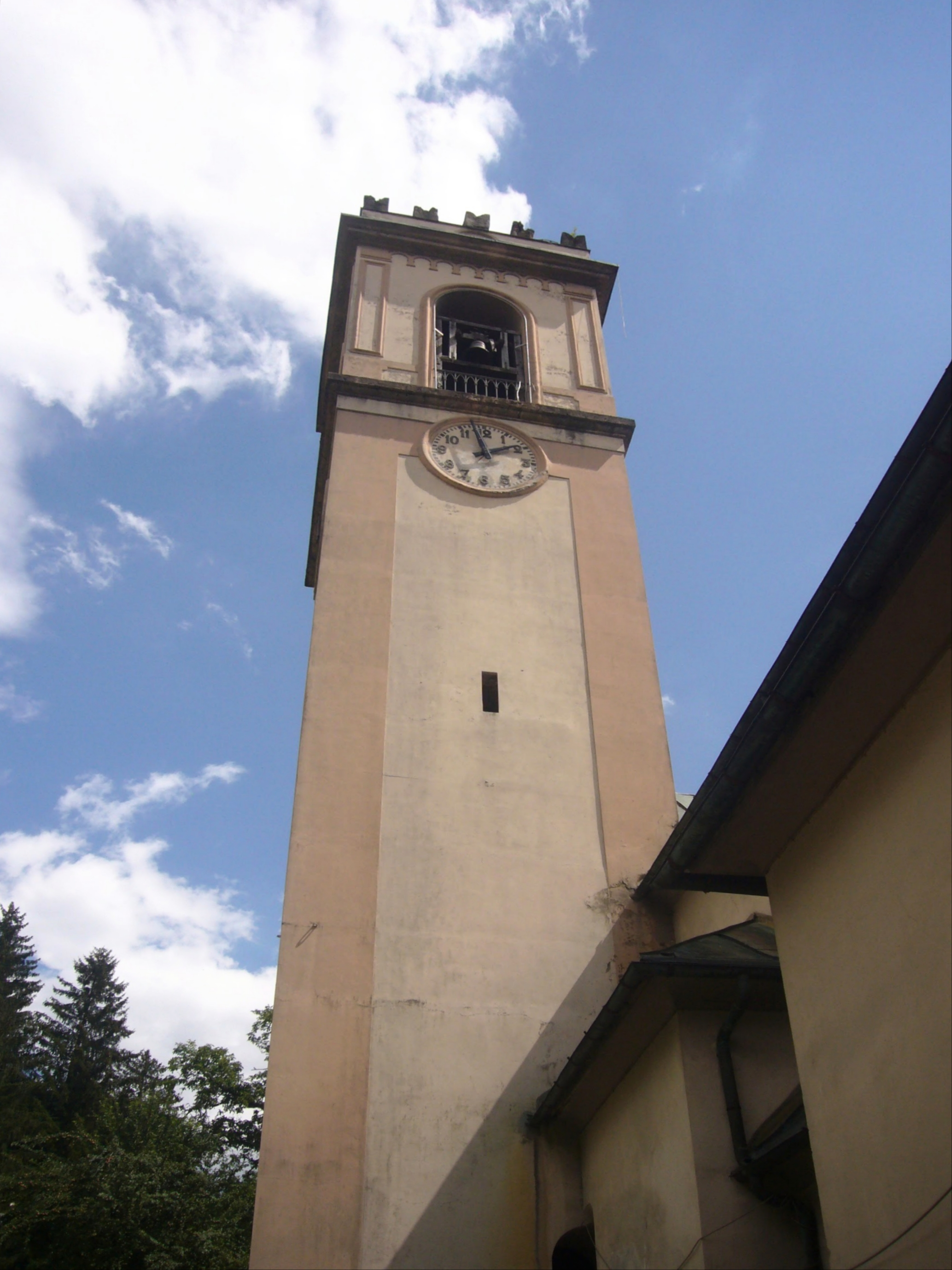
Il campanile della chiesa parrocchiale di Santa Lucia

## Monumenti e luoghi d'interesse

### Architetture religiose
- Chiesa parrocchiale di Santa Lucia
- Chiesa di San Giovanni Battista a Vinigo

### Rifugi e malghe
- Rifugio Gian Pietro Talamini, presso la forcella Ciandolada
- Rifugio Venezia
- Malga Ciauta

Monticata, ma senza punto ristoro:
- Malga Rutorto

## Società

### Evoluzione demografica
Abitanti censiti

## Geografia antropica

### Frazioni

#### Vinigo
Vinigo (Vìnego), si trova a 1 km dalla statale 51 di Alemagna, a monte dell'abitato di Peaio; dista circa 20 km da Cortina d'Ampezzo. Gli abitanti sono circa 80.
Si tratta di uno dei più antichi insediamenti del Cadore. Paese piccolo e caratteristico per la sua architettura, ha un notevole interesse storico per la sua chiesa (monumento nazionale dagli inizi del '900), che conserva alcuni affreschi della Scuola del Tiziano.
La chiesa, il cui atto di nascita è il 25 giugno 1493, è intitolata a San Giovanni Battista. L'altare maggiore presenta la pala Madonna con Bambino tra i Santi Giovanni Evangelista e Giovanni Battista (1548) e viene attribuita al pittore Francesco Vecellio, fratello del sommo Tiziano. L'altare di sinistra presenta una pala di Tommaso Vecellio, Madonna con Bambino tra i Santi Margherita e Antonio Abate (1618). L'altare di destra è ornato dalla pala della Madonna della cintura (1670), attribuita a Osvaldo Gotarnuto, pittore friulano.
A questi si aggiungono altri due piccoli altari: quello di San Liberale a destra e quello di San Giacomo a sinistra (1733) le cui pale sono di autore sconosciuto. Gli affreschi della chiesa sono invece più recenti: risalgono al 1934 e sono opera del pittore veneziano Carlo Alberto Zorzi.

#### Peaio
La frazione di Peaio (Peèj) si trova ad una quota di 890m s.l.m., ai piedi di Vinigo, e a circa 2 km dal comune. Dista 11 km da Tai di Cadore e 19 km da Cortina d'Ampezzo.
Lungo il suo territorio, tra il Boite e l'abitato, è ancora possibile percorrere a piedi la Strada Regia di Alemagna, che collegava la Pianura Padana con i territori germanici.
Di recente costruzione è invece la Ciclabile delle Dolomiti, che segue parallelamente la strada Regia e permette agli escursionisti l'accesso panoramico e facilitato alla frazione.

## Infrastrutture e trasporti
La fermata di Vodo e la stazione di Peaio-Vinigo sorgevano lungo la ferrovia delle Dolomiti, attiva in questa tratta fra il 1921 e il 1964.

## Sport
Stock Sport Vodo è una società fondata alla fine del 1996 per la promozione ed il gioco dei birilli su ghiaccio e asfalto, allenata sul campo di pattinaggio comunale. Ha iniziato con tre squadre da quattro giocatori.
Dal 1999 al 2006 le sue squadre hanno sempre vinto il torneo regionale veneto, misurandosi con altre compagini cadorine.

## Galleria d'immagini

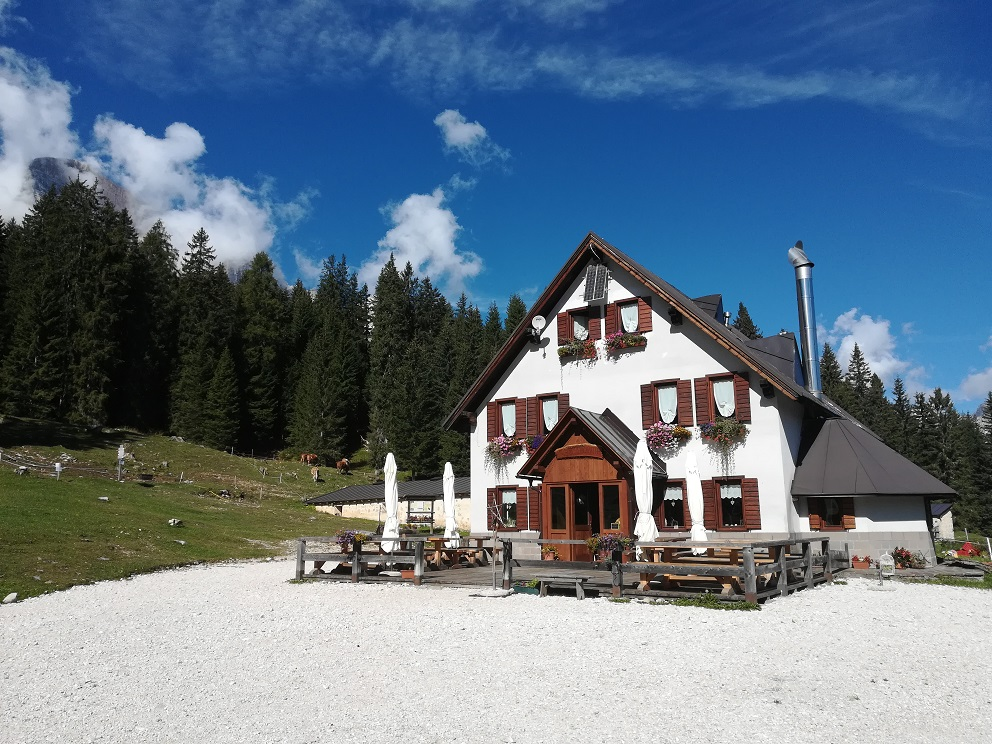
La malga Ciauta.
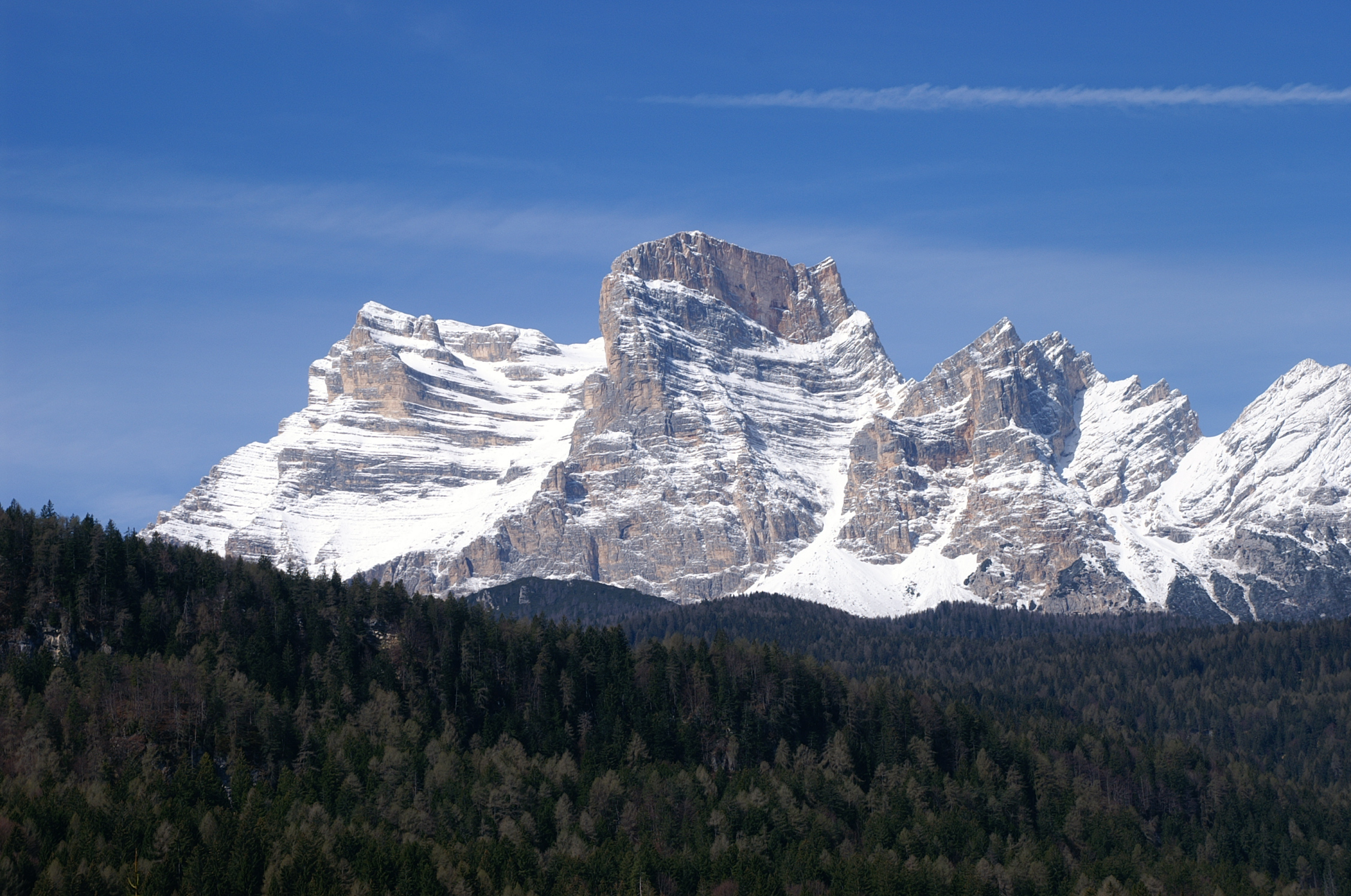
Il Pelmo da Vodo.